# Шану, Эмиль
Эми́ль Шану́ (фр. Émile Chanoux; 9 января 1906,  деревня Ровено́, коммуна Вальсаваранш, Королевство Италия — 18 мая 1944, Аоста, Королевство Италия) — итальянский юрист и общественный деятель, член Католического действия и движения Сопротивления в Валле д’Аосте. Посмертно награждён Золотой медалью за воинскую доблесть (1984).

## Семья и ранние годы
Родился 9 января 1906 года в деревне Ровено́ в коммуне Вальсаваранш. Он был сыном местного егеря Пьера Шану (фр. Pierre Chanoux) и крестьянки Элизабет Шану, урождённой Карлэн (фр. Élisabeth Carlin). Обучался в деревенской школе в Ровено. В 1914 году, когда его семья переехала в Вильнёв, продолжил обучение в местной начальной школе. Затем поступил в среднюю школу при малой семинарии в Аосте, которую вскоре оставил из-за глубокого духовного кризиса, однако сохранил связь с церковью. В 1920 году поступил в классическую среднюю школу, которую окончил в июне 1923 года.
В том же году Шану начал сотрудничество с франкоязычными периодическими изданиями: газетой эмигрантов-вальдостанцев в Париже «Ла Вале́ д’Oст» (фр. La Vallée d’Aoste — пер. «Валле д’Аоста»), редактором которой был священник Огюст Петига́, и газетой «Лё Пэи д’Ост» (фр. Le Pays d’Aoste — пер. «Аостская земля»), поддерживавшей Итальянскую народную партию во главе со священником Луиджи Стурцо, который выступал за автономию регионов в составе итальянского государства. Шану был вице-президентом молодёжной ячейки местной епархиальной федерации «Католического действия», но покинул организацию из-за политических убеждений, так как выступал за регионализм, который церковь не поддерживала.
29 ноября 1927 года он окончил юридический факультет Туринского университета. Его дипломная работа была посвящена теме этнических меньшинств в международном праве. Ранее, 15 марта 1927 года, он завершил военную службу в Бра. Получив высшее образование, некоторое время работал муниципальным секретарём в Вальсаваранше, Коне и Вильнёве. В конце 1931 года получил право на занятие нотариальной деятельностью. Держал нотариальную контору в Павоне-Канавезе, затем в Жиньо и после в Аосте; последней руководил до самой смерти. Шану также был редактором газеты «Лё Дюше́ д’Oст» (фр. Le Duche d’Aoste — пер. «Герцогство Аостское») — периодического издания епархии Аосты. В 1932 году он сочетался браком с Мари-Селест Перрюшон (фр. Marie-Céleste Perruchon), от которой у него родились пятеро детей; один ребёнок умер в раннем возрасте.
Оставаясь убеждённым регионалистом, Шану выступал в защиту преподавания французского языка в сельских школах Валле д’Аосты. Он вступил в «Лигу по защите французского языка в Валле д’Аосте» (фр. Ligue valdôtaine), однако в 1924 году, когда руководство последней поддержало фашистский режим, осудил этот шаг и покинул ряды организации. Вместе с несколькими единомышленниками, 22 марта 1925 года основал организацию «Молодёжь Валле д’Аосты», президентом которой был избран священник Жозеф-Мари Трэв, а вице-президентом — сам Эмиль Шану. Из-за преследования со стороны официальных властей, в доме Шану даже провели обыск, члены организации собирались тайно. Давление на антифашистов усилилось после подписания конкордата между фашистским режимом и Ватиканом в 1929 году. В 1932 году охотившаяся за антифашистами Добровольческая милиция по подавлению антифашизма донесла на «Молодёжь Валле д’Аосты» в Министерство внутренних дел.

## Антифашистская деятельность
С началом Второй мировой войны в 1939 году Шану призвали в армию. После войны Италии и Франции в июне 1940 года он был включён в состав комиссии по перемирию в Шамбери. В это время Шану вышел на контакт с «Секретной армией», которая поддерживала французское движение Сопротивления и вела антифашистскую деятельность.
После смерти священника Жозефа-Мари Трева в июне 1941 года Эмиль Шану принял духовное и политическое руководство над организацией «Молодёжь Валле д’Аосты», которая продолжала действовать в подполье. Члены организации выступали против фашизма и нацизма и являлись активными участниками «Комитета национального освобождения Валле д’Аосты». В сентябре 1943 года, во время перемирия между Италией и западными союзниками, Шану вернулся из Шамбери в Аосту, где начал подготовку вооружённого сопротивления фашистским властям и нацистским оккупантам по образцу французских партизан. Вскоре он стал признанным лидером движения Сопротивления в Валле д’Аосте.
Арестованный фашистской полицией в Аосте 18 мая 1944 года, вместе с Лино Бинелем, одним из лидеров местного движения Сопротивления, Эмиль Шану скончался после пыток в тюрьме той же ночью, никого не выдав. Лино Бинеля депортировали в концлагерь в Германии. По поводу смерти Шану официальные власти заявили, что он покончил с собой, повесившись в камере. Однако, по словам его современника, историка и партизана Алессандро Пассерэн д’Антрэва: «Позорная клевета о самоубийстве никого не обманула ни тогда, ни когда-либо».

## Взгляды
Будущее Валле д’Аосты он видел в составе в федеративной республиканской Италии по модели Швейцарской Конфедерации с более широкими перспективами. «Сегодня Швейцария в малом масштабе является тем, чем должна стать Европа в крупном масштабе после войны», — заявил Эмиль Шану, продемонстрировав свою открытость к проблемам итальянского регионализма и европейского федерализма на этнической основе.
Он подтвердил эту позицию 19 декабря 1943 года на тайной конференции в Кивассо, в которой участвовал вместе с адвокатом Эрнесто Пажем и четырьмя представителями вальденских коммун Пьемонта. По инициативе Эмиля Шану в итоговую Кивасскую декларацию был включён вопрос о внесении понятия «автономия» в правовую систему итальянского государства и будущей европейской федерации. Фактически указывалось, что федерализм «представляет собой решение проблемы малых народностей и окончательную ликвидацию исторического явления ирредентизма, гарантируя наступление стабильного и прочного мира в будущем европейском устройстве».
Концепция была развита Эмилем Шану в опубликованной посмертно брошюре «Федерализм и автономия», которая, написанная как комментарий к Кивасской декларации, остается одним из фундаментальных текстов автономистского движения Валле д’Аосты. Автор утверждал, среди прочего, что монархическое государство «может также принять принцип федерализма», но «именно монархия, с её безудержной приверженностью к фашизму, довела итальянскую государственную централизацию до её крайних последствий — диктатуры». Поэтому Эмиль Шану выбрал республиканскую систему, понимая, что «централизованная республика будет не лучше монархии». Он добавил: «То, что заявили представители вальденских коммун, справедливо для всех регионов Италии, для малых народов, составляющих целое, то есть итальянский народ».
Позиция Эмиля Шану в отношении аннексии со стороны Франции до сих пор остается противоречивой, хотя Джорджо Пейронель, авторитетный представитель вальденсов на конференции Кивассо, исключил любые сепаратистские амбиции с его стороны. Фактически, заявления, официально сделанные самим нотариусом, который ещё в 1926 году писал: «Регионализм, это не только потребность Валле д’Аоста, но и итальянская потребность», контрастируют с приверженностью к аннексионистскому течению. В статье в «Итальянском историческом журнале» 1960 года Алессандро Пассерэн д’Антрэв вспоминает, что Федерико Шабо «всегда и категорически исключал, что Шану думал об отделении от Италии и присоединении к Франции со времени Кивассо». По словам Шабо: «Никогда сторонник самой радикальной децентрализации, каким был Шану, не хотел бы, чтобы его регион стал самым централизованным государственным департаментом в Европе».
Джорджо Ваккарино дал аналогичные показания в 1969 году, дискутируя со сторонниками аннексии из «Освободительного движения в Италии», которые после смерти Эмиля Шану «сделали его великим героем сепаратизма». С другой стороны, Марио Джованна в книге «Сопротивление в Пьемонте» в 1962 году писал: «Сам Шану колебался между чистым автономизмом в итальянском конституционном порядке и оговоркой на вероятные переговоры с Францией, возможно, только путём давления на Рим, но с неясными целями». Этого же мнения придерживались Андре Дзанотто в «Истории Валле д’Аосты» и Марк Ланжеро в книге «Франция и вальдостанский вопрос».

## Память
В Аосте имя Эмиля Шану носит главная площадь, которая ранее носила имя короля Карла Альберта. В 1984 году Итальянская Республика наградила Эмиля Шану Золотой медалью за воинскую доблесть. Ему посвящен Музей сопротивления Вальсаваранша в его родной деревне Ровено.